# Cangzhou
Cangzhou is een stad in de gelijknamige prefectuur in de noordoostelijke provincie Hebei, Volksrepubliek China. Het ligt 180 km van Peking en 90 km van de stadsprovincie Tianjin.
Bij de volkstelling van 2020 had de stad 759.403 inwoners, de gehele prefectuur had 7.300.783 inwoners.
Bij de stad ligt de Cangzhou China Railway Equipment Manufacturing Material-staalfabriek, een grote producent van staalplaten die tot de Sinogiant Group behoort.